# Golvmusspindel
Golvmusspindel (Scotophaeus quadripunctatus) är en spindelart som först beskrevs av Carl von Linné 1758.  Golvmusspindel ingår i släktet Scotophaeus och familjen plattbuksspindlar. Arten är reproducerande i Sverige. Inga underarter finns listade i Catalogue of Life.